# Brownea bolivarensis
Brownea bolivarensis är en ärtväxtart som beskrevs av Henri François Pittier. Brownea bolivarensis ingår i släktet Brownea och familjen ärtväxter. Inga underarter finns listade i Catalogue of Life.